# Domenico Caracciolo
Domenico Caracciolo, marchese di Villamaina (Malpartida de la Serena, 2 ottobre 1715 – Napoli, 16 luglio 1789), fu un nobile, diplomatico e uomo politico del Regno di Napoli.

## Biografia

### Origini familiari e formazione
Era figlio di Tommaso, marchese di Villamaina e Capriglia, due piccoli comuni nell'attuale provincia di Avellino (all'epoca Principato Ultra). Nacque in Spagna, dove suo padre era tenente colonnello al servizio di Filippo V. Educato a Napoli, si avviò alla carriera in magistratura con un impiego come giudice della Gran Corte della Vicaria, ma l'insofferenza di quell'ambiente, che gli veniva peraltro ricambiata, lo indusse a uscire dagli angusti orizzonti che gli si prospettavano per intraprendere la carriera diplomatica.

### Attività diplomatica
Negli anni 1752-1753, durante il regno di Carlo di Borbone, appoggiato da Bernardo Tanucci, ebbe due incarichi temporanei, dopo i quali svolse stabilmente, e per decenni, la funzione di rappresentanza diplomatica del Regno di Napoli in varie capitali d'Europa: fu inviato straordinario a Torino, dal 1754 al 1764, e poi a Londra, dal 1764 al 1771, dove intrattenne una stretta e paterna amicizia con Vittorio Alfieri, da cui sarà definito "uomo di alto sagace e faceto ingegno" e "più che padre in amore".
Dopo l'Inghilterra, Caracciolo fu in Francia, dal 1771 al 1781, per un incarico diplomatico parigino, grazie al quale entrò in contatto con gli ambienti più avanzati dell'illuminismo francese. Riscosse un notevolissimo successo, tanto che la sua presenza fu ricercata dai salotti più esclusivi e le figure più prestigiose di quegli ambienti, come Jacques Necker, Paul Henri Thiry d'Holbach, Claude-Adrien Helvétius e Jean Baptiste d'Alembert, si contesero la sua amicizia. Sarebbe riduttivo, comunque, attribuire questo successo unicamente alla sua capacità di organizzatore di feste e alle indubbie capacità di sapersi imporre nei circoli parigini come «conversatore piacevolissimo».

### Viceré di Sicilia
Dopo la parentesi diplomatica, Domenico Caracciolo ebbe incarichi politici di vertice: fu Viceré di Sicilia per un quinquennio, dal 1781 al 1786, ufficio a cui era stato nominato nel maggio 1780, ma al quale si accinse solo dopo un anno dalla nomina, indugiando nel lasciare a malincuore Parigi e i suoi successi mondani, per la Sicilia. Il suo ritratto si trova nella Sala dei Viceré del Palazzo Reale di Palermo. 
L'uomo politico Caracciolo, reduce dalle frequentazioni illuministiche parigine, mise in atto da Viceré una politica di aperture riformiste: attento e impegnato a risvegliare le energie e a favorire il rinnovamento del Regno, entrò in aperto conflitto, con qualche successo, contro i privilegi dell'aristocrazia e del clero, anche sostenuto da quella parte di questi stessi ceti maggiormente propensa ad appoggiare il programma moderatamente riformatore della monarchia. Ebbe, per esempio, la collaborazione dello stesso Inquisitore generale del Regno, il vescovo riformista Ventimiglia, nell'abolizione del tribunale del Santo Ufficio. Riuscì a stabilire nuove norme per l'amministrazione dei comuni e della giustizia nelle terre feudali. Per vari motivi, tra i quali il tremendo terremoto che devastò Messina nel 1783, dovette rinunciare a quella che considerava la riforma più importante: l'avvio di un catasto in cui per la prima volta apparissero descritte e disegnate le proprietà con i loro confini, le colture e le rendite, base preliminare ed essenziale per una tassazione dei patrimoni feudali ed ecclesiastici. Si sarebbe realizzato in Sicilia solo nel 1853. 
Nel 1783 Caracciolo tentò la riduzione del Festino di Santa Rosalia da cinque a tre giorni, giustificandola con l’urgenza di destinare risorse alla ricostruzione dopo il terremoto di Messina.La decisione, percepita dai palermitani come un’umiliazione e una sudditanza a Napoli, provocò forti proteste popolari e l’isolamento del viceré, che si disse pronto alle dimissioni, poi non più verificatesi.
Si occupò anche di un piano per la costruzione delle strade, tra cui quella che doveva collegare Messina a Palermo, rese effettivo il comando delle truppe di stanza in Sicilia in capo al viceré, fino ad allora solo formale, mise ordine nelle competenze dei diversi tribunali locali, snellendo l'amministrazione della giustizia. Operò anche in favore dei vassalli delle terre feudali dell'isola e il suo operato lo rese ancor più inviso all'aristocrazia baronale.

### Segretario di Stato
Nel gennaio 1786 lasciò Palermo (dove lo sostituì Francesco d'Aquino, principe di Caramanico) per Napoli dove fu segretario di stato fino al 1789, succedendo a Giuseppe Beccadelli della Sambuca, nel posto che era appartenuto al suo mentore Tanucci. Servì Ferdinando IV come primo ministro negli anni 1786-1789, ma la sua politica riformista dovette confrontarsi con la parabola politica ascendente di John Acton, che andò riscuotendo un credito sempre maggiore nella politica napoletana.
Fece parte della massoneria.

## Scritti
- Nel 1785, a Palermo, pubblicò in forma anonima anche Riflessioni su l'economia e l'estrazione dei frumenti della Sicilia fatte in occasione della carestia dell'Indizione terza 1784 e 1785, uno scritto ispirato a un moderato vincolismo.[1]
- In precedenza, durante il soggiorno londinese, Caracciolo aveva dato alle stampe anche un opuscolo sulle sete siciliane (Westminster, 1763), vendute sui mercati di Londra a un prezzo inferiore di quelle lombarde.[1] L'opera è oggi introvabile.[1]

## Ascendenza
|                                             |   |                                               | Genitori                                       |  |  | Nonni |  |  | Bisnonni                                      |  |  | Trisnonni                                  |  |
|                                             |   |                                               |                                                |  |  |       |  |  | Vincenzo Caracciolo, II marchese di Capriglia |  |  | Cesare Caracciolo, I marchese di Capriglia |  |
|                                             |   |                                               |                                                |  |  |       |  |  | Vincenzo Caracciolo, II marchese di Capriglia |  |  | Cesare Caracciolo, I marchese di Capriglia |  |
|                                             |   | Francesca Galluccio                           |                                                |  |  |       |  |  | Vincenzo Caracciolo, II marchese di Capriglia |  |  |                                            |  |
| Domenico Maria, III marchese di Capriglia   |   |                                               |                                                |  |  |       |  |  | Vincenzo Caracciolo, II marchese di Capriglia |  |  |                                            |  |
|                                             |   | Francesca Caracciolo del Sole                 | Giambattista Caracciolo del Sole               |  |  |       |  |  |                                               |  |  |                                            |  |
|                                             |   | Francesca Caracciolo del Sole                 | Giambattista Caracciolo del Sole               |  |  |       |  |  |                                               |  |  |                                            |  |
|                                             |   | Francesca Caracciolo del Sole                 | Dorotea Lantaro, baronessa di Accadia          |  |  |       |  |  |                                               |  |  |                                            |  |
| Tommaso Caracciolo, V marchese di Capriglia |   | Francesca Caracciolo del Sole                 |                                                |  |  |       |  |  |                                               |  |  |                                            |  |
|                                             |   | Carlo Venato, conte di Santa Maria in Grisone | Pietro Venato, conte di Santa Maria in Grisone |  |  |       |  |  |                                               |  |  |                                            |  |
|                                             |   | Carlo Venato, conte di Santa Maria in Grisone | Pietro Venato, conte di Santa Maria in Grisone |  |  |       |  |  |                                               |  |  |                                            |  |
|                                             |   | Carlo Venato, conte di Santa Maria in Grisone | Luigia Filomarino                              |  |  |       |  |  |                                               |  |  |                                            |  |
| Giovanna Venato                             |   | Carlo Venato, conte di Santa Maria in Grisone |                                                |  |  |       |  |  |                                               |  |  |                                            |  |
|                                             |   | Maria Camilla Pignatelli di Regina            | Marzio Pignatelli di Regina                    |  |  |       |  |  |                                               |  |  |                                            |  |
|                                             |   | Maria Camilla Pignatelli di Regina            | Marzio Pignatelli di Regina                    |  |  |       |  |  |                                               |  |  |                                            |  |
|                                             |   | Maria Camilla Pignatelli di Regina            | Faustina Caracciolo                            |  |  |       |  |  |                                               |  |  |                                            |  |
| Domenico Caracciolo                         |   | Maria Camilla Pignatelli di Regina            |                                                |  |  |       |  |  |                                               |  |  |                                            |  |
|                                             | … | …                                             |                                                |  |  |       |  |  |                                               |  |  |                                            |  |
|                                             | … | …                                             |                                                |  |  |       |  |  |                                               |  |  |                                            |  |
|                                             | … | …                                             |                                                |  |  |       |  |  |                                               |  |  |                                            |  |
| …                                           | … |                                               |                                                |  |  |       |  |  |                                               |  |  |                                            |  |
|                                             |   | …                                             | …                                              |  |  |       |  |  |                                               |  |  |                                            |  |
|                                             |   | …                                             | …                                              |  |  |       |  |  |                                               |  |  |                                            |  |
|                                             |   | …                                             | …                                              |  |  |       |  |  |                                               |  |  |                                            |  |
| Maria Alcantara Porras y Silva              |   | …                                             |                                                |  |  |       |  |  |                                               |  |  |                                            |  |
|                                             |   | …                                             | …                                              |  |  |       |  |  |                                               |  |  |                                            |  |
|                                             |   | …                                             | …                                              |  |  |       |  |  |                                               |  |  |                                            |  |
|                                             |   | …                                             | …                                              |  |  |       |  |  |                                               |  |  |                                            |  |
| …                                           |   | …                                             |                                                |  |  |       |  |  |                                               |  |  |                                            |  |
|                                             |   | …                                             | …                                              |  |  |       |  |  |                                               |  |  |                                            |  |
|                                             |   | …                                             | …                                              |  |  |       |  |  |                                               |  |  |                                            |  |
|                                             |   | …                                             | …                                              |  |  |       |  |  |                                               |  |  |                                            |  |
|                                             |   | …                                             |                                                |  |  |       |  |  |                                               |  |  |                                            |  |